# Arapahoe (Carolina del Nord)
Arapahoe és una població dels Estats Units a l'estat de Carolina del Nord. Segons el cens del 2005 tenia 434 habitants.

## Demografia
Segons el cens del 2000, Arapahoe tenia 436 habitants, 188 habitatges i 128 famílies. La densitat de població era de 76,9 habitants per km².
Dels 188 habitatges en un 26,6% hi vivien nens de menys de 18 anys, en un 54,8% hi vivien parelles casades, en un 9,6% dones solteres, i en un 31,4% no eren unitats familiars. En el 27,1% dels habitatges hi vivien persones soles el 16% de les quals corresponia a persones de 65 anys o més que vivien soles. El nombre mitjà de persones vivint en cada habitatge era de 2,32 i el nombre mitjà de persones que vivien en cada família era de 2,75.
Per edats la població es repartia de la següent manera: un 20,6% tenia menys de 18 anys, un 6,9% entre 18 i 24, un 24,8% entre 25 i 44, un 31% de 45 a 60 i un 16,7% 65 anys o més.
L'edat mediana era de 42 anys. Per cada 100 dones de 18 o més anys hi havia 102,3 homes.
La renda mediana per habitatge era de 32.813 $ i la renda mediana per família de 40.000 $. Els homes tenien una renda mediana de 38.750 $ mentre que les dones 25.179 $. La renda per capita de la població era de 17.073 $. Entorn del 7,6% de les famílies i el 10,9% de la població estaven per davall del llindar de pobresa.

## Poblacions properes
El següent diagrama mostra les poblacions més properes.